# Église Saint-André de La Chapelle-Huon
Pour les articles homonymes, voir Église Saint-André.
L'église Saint-André est une église catholique située à La Chapelle-Huon, en France, et dédiée à saint André. Elle est inscrite au titre des Monuments historiques.

## Localisation
L'église est située dans le département français de la Sarthe, dans le bourg de La Chapelle-Huon.

## Historique

### Origine
L’église est dédiée à saint André. Elle est inscrite à l’Inventaire supplémentaire des Monuments historiques, par arrêté du 6 janvier 1906. De style roman, elle a été construite en trois étapes, du XIIe au XVIIe siècle. La cure était autrefois à la présentation de l’évêque diocésain, par l’acquisition que l’évêque Geoffroy-d’Assé, qui siégea au Mans de 1274 à 1277, fit de ce patronage. Les seigneurs châtelains de Saint-Calais prétendaient être fondateurs de l’église et bienfaiteurs de la cure de cette paroisse, d’après ce passage de l’aveu rendu pour cette châtellenie, le 21 octobre 1465, par Jean de Bueil, chevalier, comte de Sancerre, seigneur de Saint-Calais, à Jean de Bourbon, évêque de Saint-Calais.
Par arrêté du 11 septembre 1807, l’acquisition de l’église a été portée à échéance. Joseph Blot avait en effet obtenu contrat d’acquisition de l’église paroissiale le 6 thermidor de l’an IV, et fut enjoint de restituer l’église à la fabrique.

## Architecture

### Architecture et décor

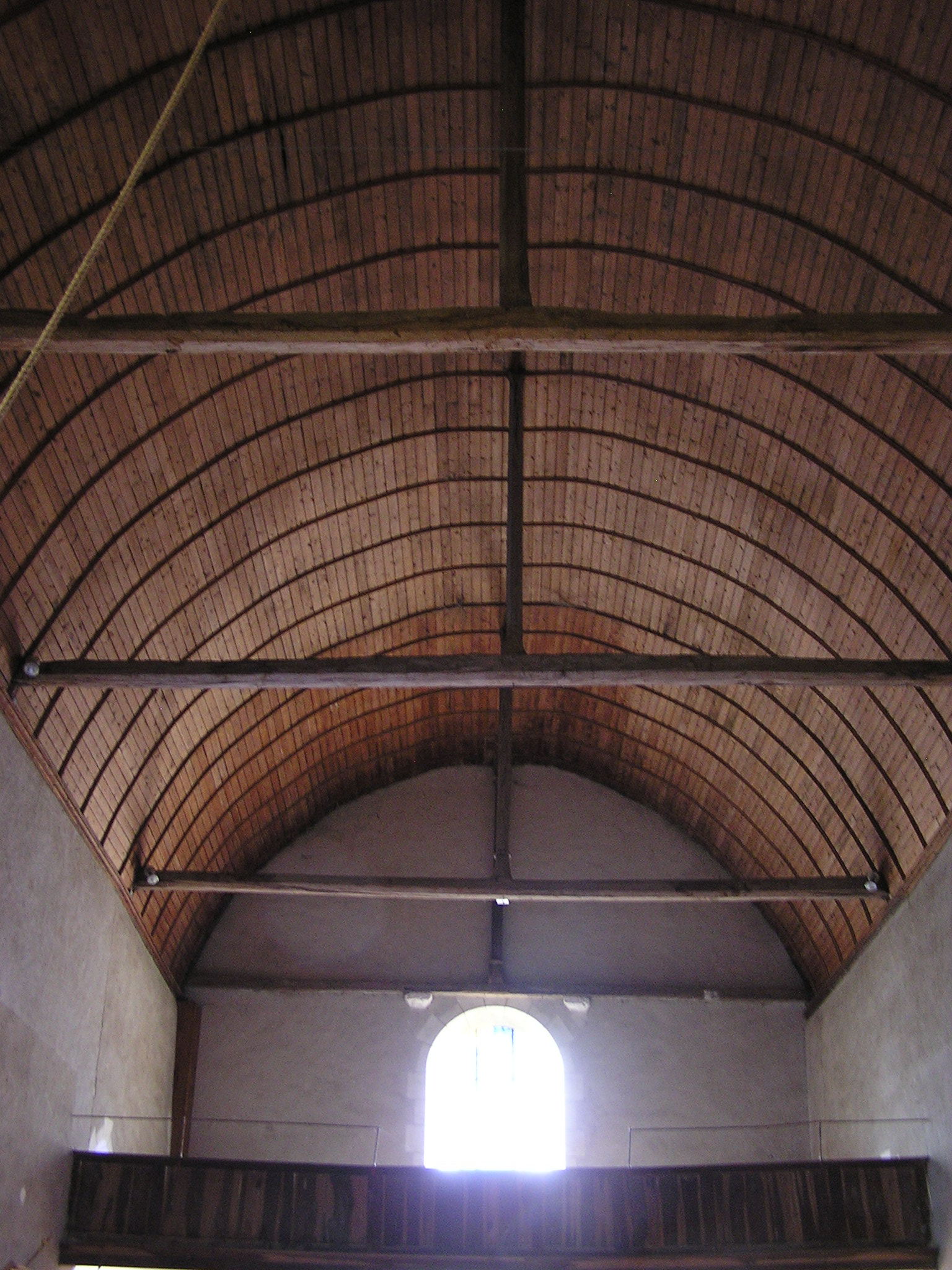
La nef a été couverte d'une fausse voûte en lattis dès le siècle.

L’église est un édifice composite réunissant une nef, un chœur, et une chapelle au sud, actuellement transformée en sacristie. L’édifice primitif correspond à la nef actuelle, remontant vraisemblablement au XIIe siècle. L’église a ensuite été agrandie par la construction d’un chœur, renforcé de contreforts en pierres de taille. Une troisième campagne de travaux a vu la modification des percements de la nef. Cette église présente des ouvertures cintrées, celle de la porte occidentale ayant été reconstruite en style moderne au début du XIXe. La façade ouest avait été préalablement reconstruite à la fin du XVIIIe siècle.

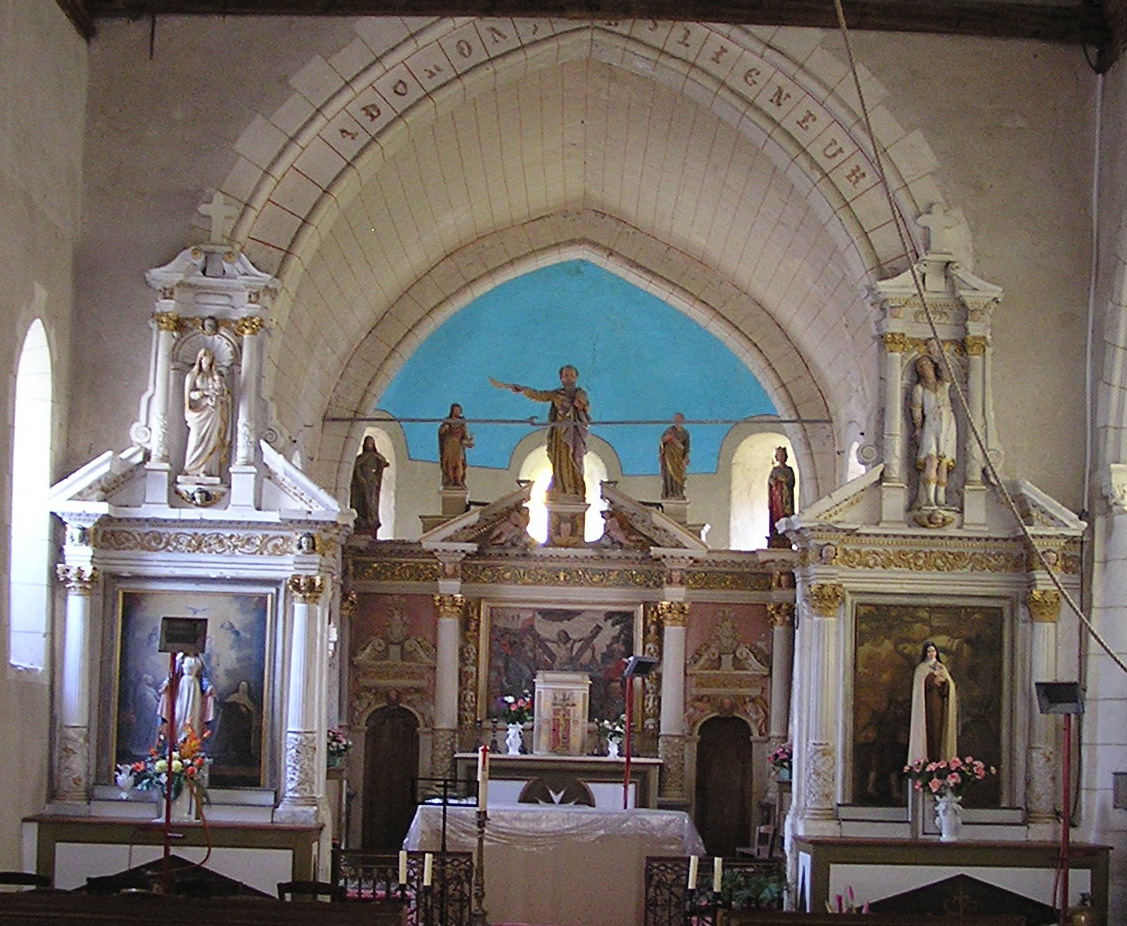
Le chœur de l'église Saint-André est marqué par la présence d'un retable daté de 1619.

Les trois fenêtres au sud, de même que les cinq au nord, toutes étroites, ont été murées. Les murs et les piliers extérieurs ont été le support de réparations en 1935, les travaux ayant été assurés par MM. Buche et Grammont, entrepreneurs de maçonnerie de Saint-Calais.
Dès le XIIe, la nef été couverte d’une fausse voûte en lattis de bois accroché à la charpente portant la ferme. On y distingue les traces d’une litre surmontée de pierres destinées à porter les armoiries seigneuriales. Le chœur est couvert par une voûte en berceau brisé s’achevant à l’est de l’édifice par une abside en « cul-de-four », percée de fenêtres simples. Il a été sans doute plusieurs fois modifié. Une tribune a été construite en 1853 au-dessus de l’entrée pour assurer le placement des enfants assistant aux offices. Un orage de grêle avait endommagé les vitraux en août 1931. Les verrières actuelles ont été créées par les ateliers Avice pour la rénovation de l’édifice de 1999 à 2001.
Le retable du maître-autel date de 1619 (plâtre et stuc) et est dédié à saint André, crucifié sur une croix en X. Il fut érigé aux frais de Natalis Menant, curé de cette paroisse et prédécesseur de René Dubois. L’inscription Ecclesiae rector dono dedit témoigne de ce don. L’autel latéral de gauche est dédié à saint Sébastien (1673), partiellement masqué par une statue représentant semble-t-il sainte Thérèse de Lisieux. L’autel de droite, daté du milieu du XVIIe, est dédié à la Vierge Marie.

### Chapelle

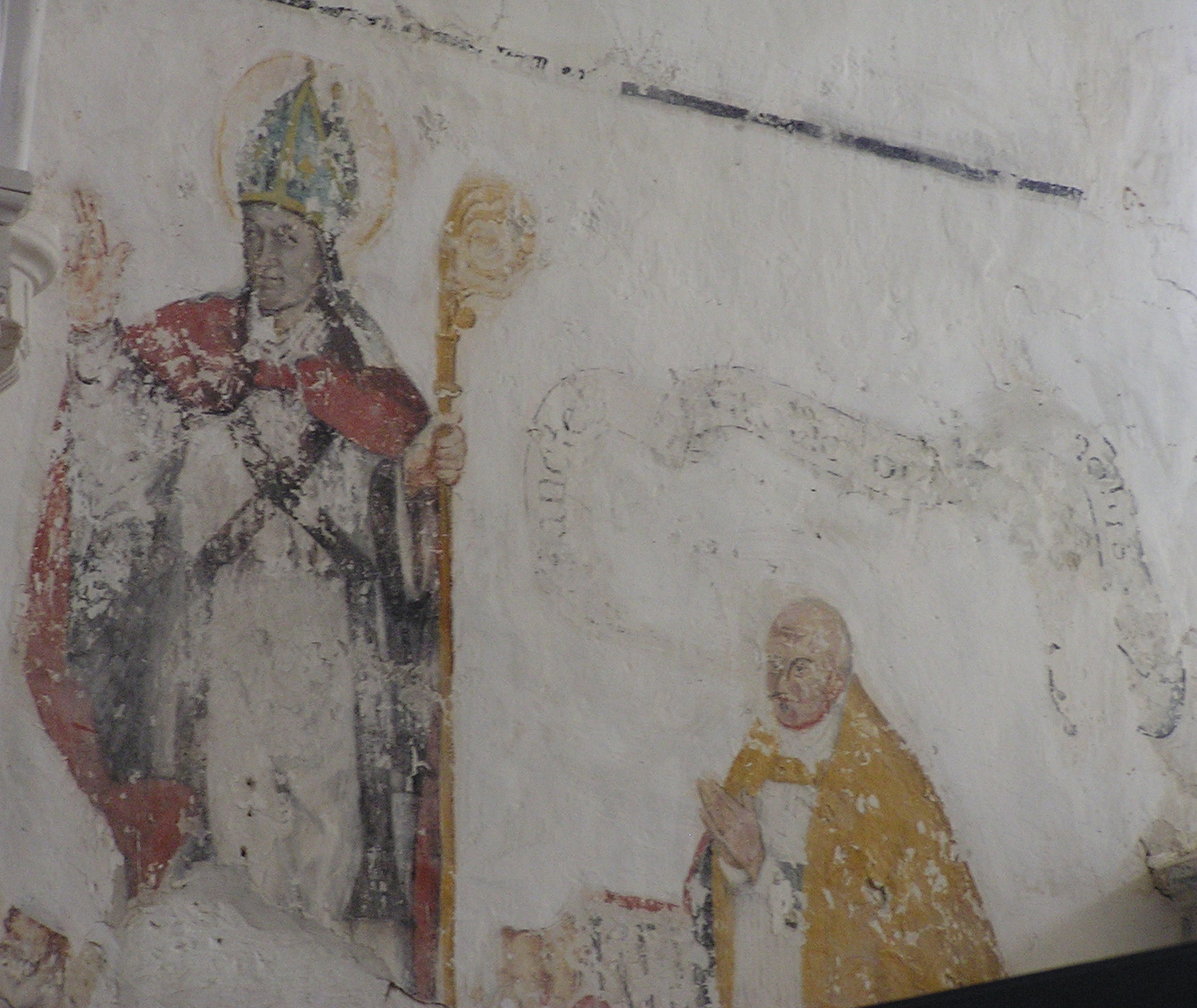
Fresque murale.

La chapelle, datée du XVIIe siècle, communiquait avec l’église par une arcade maintenant occultée par une cloison de bois. Elle est de plan carré, couverte par une voûte octopartite à clé pendante retombant sur des culots historiés (angelots). L’autel, en pierre de taille de tuffeau, est un ouvrage de qualité. Une statue représentant saint Sébastien a subi des repeints malheureux et a été mutilée, les flèches ayant été retirées. Une peinture murale a été dégagée lors des récents travaux de restauration. Elle représente une scène de bénédiction par un évêque, avec une bulle partiellement effacée, dont on devine cependant le texte : « sancte… orbis ». La porte à l’ouest de la sacristie est décorée extérieurement d’un fronton porté par deux pilastres ornés d’angelots. Elle peut avoir été armoriée, mais les parties sculptées sont très dégradées.

### Clocher
Le 9 février 1647 se déroule le baptême d’une cloche nommée Marie « par noble homme Gasselin, bailli (officier d’épée ou de robe qui rendait la justice au nom d’un seigneur) au marquisat de Courtenvaux, et par Marie Lemercier, épouse de René Gasselin, écuyer sieur de La Massuère » (Lochet, 1845).
La cloche, fondue par Husson et Collin, fut bénite en 1821 par Joseph François Join, curé de La Chapelle-Huon, et nommée cette fois Élisabeth Françoise par Élisabeth Pierre comte de Montesquiou Fenzennac. Une ordonnance du Roi de 1822 autorise La Chapelle-Huon à s’imposer extraordinairement pour payer le prix de la refonte préalable de cette cloche. Il est dès lors vraisemblable que la cloche précédente nommée Marie ait été fondue, peut-être même avec le plomb des cercueils, pour la fabrication des balles durant la guerre de Vendée, comme cela a été le cas avec les cloches de l’église de Bessé, et celle de la chapelle Sainte-Lorette à Courtanvaux.
Le clocher, fortement incliné par suite de la rupture des poutres sur lesquelles il était établi, et menaçant de tomber sur l’église, a dû être démoli en 1903. Le 2 août 1903, le préfet autorise une réunion extraordinaire du conseil de fabrique pour délibérer sur les pans en devis de l’architecte pour la démolition du clocher. La démolition du clocher est actée en séance du conseil municipal du 13 décembre 1903. Le clocher est remplacé par un beffroi de planches appuyé sur le mur à l’ouest de la sacristie. À l’emplacement de l’ancien clocher, un campanile recouvert d’essentes de châtaigniers a été aménagé en 2001.

### Cimetière

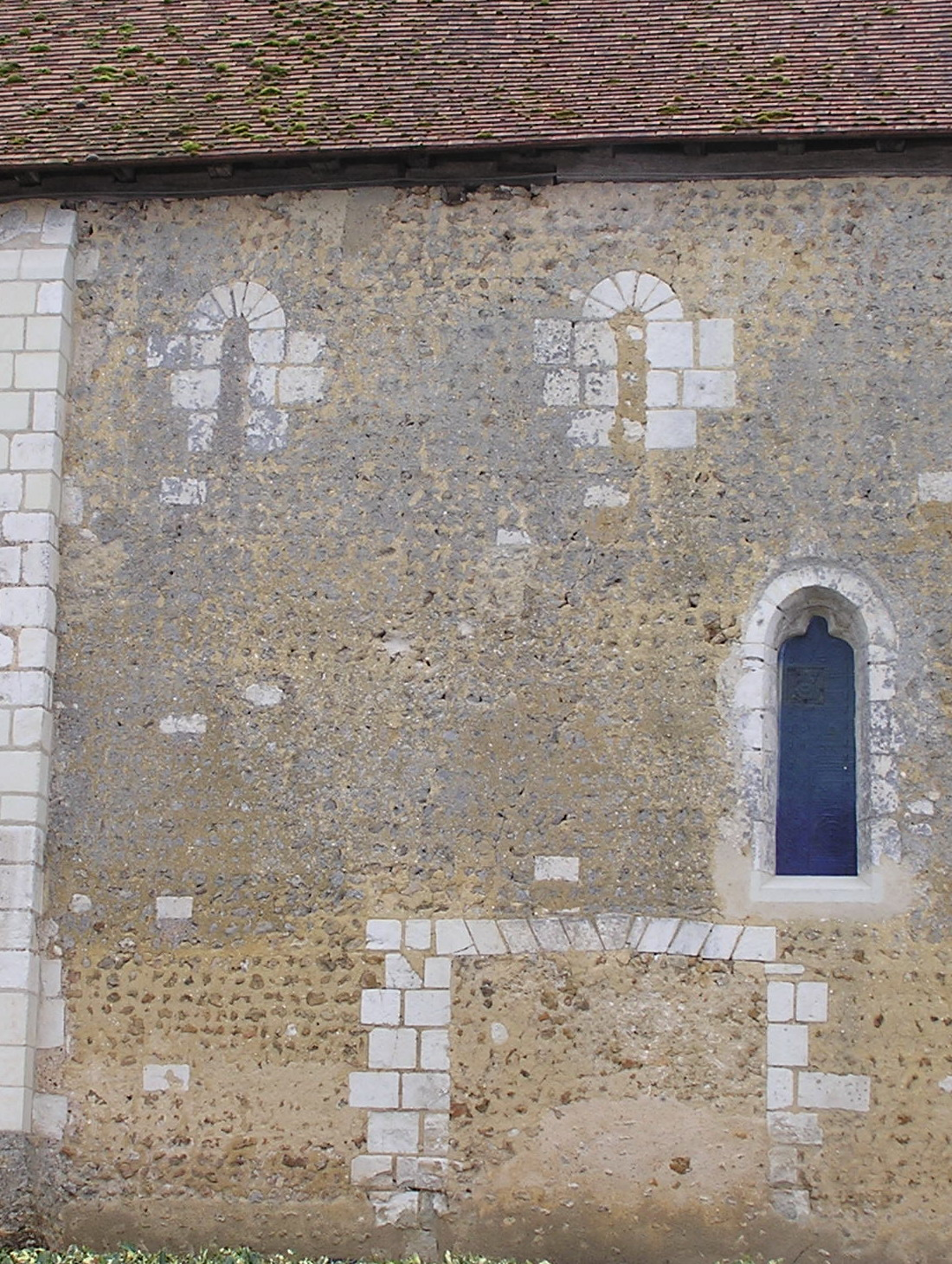
L'ancienne porte des morts est encore visible.

Le cimetière entourait autrefois l’église, principalement au sud ; l’église communiquait avec le cimetière par la porte des morts aménagée sur sa façade au nord. Lors de son déplacement en 1826, on a décaissé le terrain pour le mettre au niveau de la route à environ deux mètres de la façade nord, un mur de soutènement retenant les terres.
En 1814, un formulaire d’état des lieux consacrés aux inhumations dans la commune de La Chapelle-Huon est rempli par le maire M. Lucas qui, alors que la commune est en pleine extension démographique, est favorable au déplacement du cimetière. Le nouvel emplacement du cimetière est établi par ordonnance royale du 26 avril 1826, après acquisition d’un terrain auprès de Mme Couturier.
Le 28 juin 1939, une autre parcelle est acquise auprès de M. Georges Lebouc, propriétaire de la Vallée, pour agrandir le nouveau cimetière. Y. Millon, du Laboratoire de Géologie de la Faculté des Sciences de Rennes, y avait donné un rapport favorable daté du 6 juillet 1937, mentionnant que les habitations les plus proches, les Forges, étaient éloignées de 200 m de ladite parcelle. Le projet est ajourné en raison de la Seconde Guerre mondiale. L’agrandissement ne sera effectif qu’en 1947.